# Jerry Herman

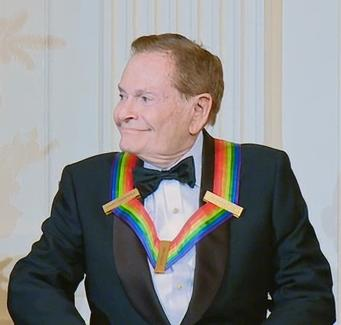
Jerry Herman bei der Ehrung durch den Kennedy-Preis im Weißen Haus (2010)

Gerald „Jerry“ Herman (* 10. Juli 1931 in New York City; † 26. Dezember 2019 in Miami, Florida) war ein US-amerikanischer Komponist des Broadway-Musik-Theaters und zählte bereits zu Lebzeiten zu dessen Klassikern. Er schrieb die Musik für die Broadway-Musical-Hits Hello, Dolly!, Mame und La Cage aux Folles.

## Leben
Als Kind musikliebender Eltern erlernte Herman schon in frühen Jahren das Klavierspiel und zeigte Interesse für die damals bekannten Broadway-Musicals. Den Sommer verbrachte er oft in einem Ferienlager in Berkshire County im Westen von Massachusetts, das von seinen Eltern, einem Lehrerehepaar, geleitet wurde. Bei den dort aufgeführten Musicals Finian’s Rainbow und A Tree Grows in Brooklyn führte er Regie und nahm damit zum ersten Mal an einer Theaterproduktion teil.
Mit 17 Jahren wurde Herman Frank Loesser vorgestellt, einem bekannten Komponisten und Lyriker, der ihn, nachdem er seine ersten Kompositionen gehört hatte, zu weiterem Schaffen ermunterte. Jerry Herman verließ die Parsons School of Design, an der er Architektur studiert hatte, und schrieb sich an der Universität von Miami in Coral Gables ein, die in den USA über einen der renommiertesten Fachbereiche für Theater verfügte. Dort wurde in den 1970er Jahren das Universitätstheater The Ring (abgeleitet von der baulichen Form des Gebäudes) nach ihm in Jerry Herman Ring Theater umbenannt.
1960 machte Herman seinen Broadway-Einstieg mit der Revue From A to Z, bei der es auch Beiträge der Newcomer Woody Allen und Fred Ebb gab. Noch im selben Jahr wurde Herman von dem Produzenten Gerard Oestreicher angesprochen, der die Revue Parade gesehen hatte, und gefragt, ob er daran interessiert sei, ein Stück über die Gründung des Staates Israel zu schreiben. Das Ergebnis war sein erstes ausgereiftes Broadway-Musical Milk and Honey mit Molly Picon im Jahr 1961. Das Musical wurde 543 Mal aufgeführt und erreichte beachtliche Beurteilungen. 2009 wurde Jerry Herman mit dem Tony Award für sein Lebenswerk ausgezeichnet. Er starb am 26. Dezember 2019 im Alter von 88 Jahren in Florida.

## Nicht-Broadway-Revues
- 1954: I Feel Wonderful
- 1958: Nightcap
- 1960: Parade
- 1961: Madame Aphrodite
- 2003: Showtune

## Broadway-Musicals
- 1960: From A to Z
- 1961: Milk and Honey
- 1964: Hello, Dolly!
- 1964: Ben Franklin in Paris
- 1966: Mame
- 1969: Dear World
- 1974: Mack & Mabel
- 1979: The Grand Tour
- 1980: A Day in Hollywood/A Night in the Ukraine
- 1983: La Cage aux Folles
- 1985: Jerry's Girls
- 1998: An Evening with Jerry Herman

## Filme
- 1969: Hello, Dolly!
- 1974: Mame
- 1998: Barney's Great Adventure

## Fernsehsendungen
- 1996: Mrs. Santa Claus

## Andere Aufführungen
- 2003: Miss Spectacular (Aufgenommen, aber nicht produziert)